# Glenmoriston

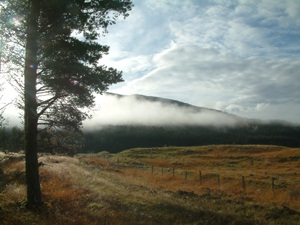
Glenmoriston

Glenmoriston est un glen dans les Highlands, qui s'écoule du Loch Ness, au village d'Invermoriston, vers l'ouest pour rejoindre Loch Cluanie, où il rencontre Glen Shiel. L'A887 et l'A87 traversent Glenmoriston.

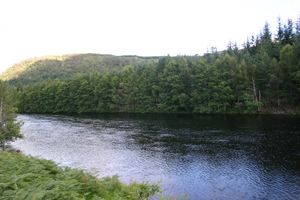
La rivière Moriston

Le Glen est dominée par la rivière Moriston, dont le nom gaélique signifie « Rivière des cascades ». La rivière attire les pêcheurs, mais également les ornithologues qui viennent observer les balbuzards et les aigles pêcher dans la rivière. La rivière se termine par des cascades à Invermoriston dans le Loch Ness, passant sous un pont original de Thomas Telford, construit en 1813.
Le Loch Dundreggan suit le glen sur environ 5 km à partir d'Invermoriston, « Dundreggan » étant le mot d'origine gaélique signifiant « Dragon Haugh ». La puissance naturellement dégagée par la rivière est ici transformée en énergie par le biais d'un barrage hydro-électrique qui fournit de l'énergie pour la région avoisinante. L'eau est lâchée du barrage le mardi, et cela constitue une attraction pour les adeptes de rafting et de canoë. Après une étude de faisabilité à Glen Affric, le sanglier est réintroduit par l'association Trees for Life dans une large zone clôturée de la Dundreggan Estate en novembre 2009.

## Pour en savoir plus
- (en) William Mackay, Urquhart and Glenmoriston, Olden Times in a Highland Parish, Inverness, The Northern Counties Newspaper and Printing and Publishing Company, Limited, 1893 (lire en ligne), p. 587